# Wallenberg-familien
Wallenberg-familien er en af de mest indflydelsesrige og velhavende familier i Sverige med økonomiske interesser inden for bankvæsen og industri. I 1990 blev det anslået, at familien indirekte kontrollerede en tredjedel af det svenske bruttonationalprodukt.
Familien har stiftet de almennyttige fonde Wallenbergstiftelserna, som de seneste fem år har bidraget med over 4,5 mia. svenske kroner til forskning og uddannelse. Fondene ejer andele i flere svenske selskaber, herunder 21 procent af Investor AB.
Ud over at have indflydelse gennem ejerskab af selskaber er familien også aktiv i international politik. F.eks. har Marcus Wallenberg som formand i International Chamber of Commerce kritiseret Demokraterne i den amerikanske valgkamp i 2008 for ikke at støtte den internationale frihandel.

## Wallenberg-familien
- Jacob Wallenberg (1746-1778), sømand, præst og forfatter med burleske interesser, specielt hvad angår kvinder. Forfatter til "Min Son på Galejan." Jacob blev født Wallberg, men ændrede sit navn til Wallenberg.
- Marcus Wallenberg (1774-1833), nevø af Jacob Wallenberg, biskop i Linköping.
- Andre Oscar Wallenberg (1816-1886), søn af Marcus Wallenberg, søofficer, avis-baron, og politiker. Han besøgte USA i 1837 og blev interesseret i bankforretning. Han grundlagde Stockholms Enskilda Bank i 1856, forgængeren til Skandinaviska Enskilda Banken, som overtog adskillige industrivirksomheder i forbindelse med sammenbruddet af Ivar Kreugers forretningsimperium i 1932, og disse foretagender danner stadig grundstammen i familiens indflydelsessfære.

- Knut Agathon Wallenberg (1853-1938), søn af Oscar Wallenberg, bankmand og politiker. Han grundlagde Handelshögskolan i Stockholm (1909), Banque des pays du Nord (1911), og British bank of northern commerce (1912) som i 1921 sluttedes sammen med Hambros Bank. Gennem Knut Wallenbergs investeringer i LKAB forblev ejerskabet af de nordsvenske jernmalmminer på svenske hænder. Knut Wallenberg var svensk udenrigsminister 1914-1917. Han grundlagde desuden Saltsjöbaden, en forstad øst for Stockholm.
- Gustaf Wallenberg (1863-1937), søn af Oscar Wallenberg, diplomat, udsending til Tokyo, Konstantinopel og Sofia.

- Marcus Wallenberg (senior) (1864-1943), søn af Oscar Wallenberg, industrialist og bankmand. Marcus Wallenberg var involveret i følgende betydende selskaber: ASEA, Ericsson, Hydro, Orkla, Papyrus AB, Stora Kopparbergs Bergslag, SAS, Saab, Scania-Vabis og Skandia. Fra 1916 deltog Marcus Wallenberg også i bilateral og multilateral internationalt diplomati og mægling, hvoraf det vigtigste var udfærdigelsen af en handelsaftale mellem Storbritannien og Sverige. Marcus Wallenberg-hallen (Scania Museum) i Södertälje er opkaldt efter ham.
- Axel Wallenberg (1874-1963), søn af Oscar Wallenberg, industrialist og diplomat, var svensk udsending til Washington 1921-1926.
- Raoul Oscar Wallenberg (1888-1911), søn af Gustaf Wallenberg, søofficer. Han døde af cancer tre måneder før hans søn Raoul blev født.
- Jacob Wallenberg (senior) (1892-1980), søn af Marcus Wallenberg (senior), søofficer, bankmand, industrialist og diplomat. Efter Nazistpartiets magtovertagelse deltog Jacob Wallenberg i de handelsforhandlinger, som det nye tyske regime krævede. Han kontrollerede Wallenberg-virksomhederne sammen med sin bror Marcus.
- Marcus Wallenberg (junior) (1899-1982), søn af Marcus Wallenberg (senior), industrialist, bankmand og diplomat, som spillede en afgørende rolle i de svensk-britiske handelsforhandlinger under 2. verdenskrig. Kontrollerede Wallenberg-virksomhederne sammen med sin bror Jacob indtil sin død.
- Gustaf Wally (1905-1966), søn af Axel Wallenberg, danser, skuespiller og teaterdirektør.
- Raoul Wallenberg (1912-1947?), søn af Raoul Oscar Wallenberg, stedsøn af Fredrik von Dardel, diplomat, er kendt for sin indsats omkring redningen af et stort antal jøder under jødeforfølgelserne i Ungarn. Han blev taget til fange af sovjetiske hærenheder i Budapest i januar 1945, og der verserer rygter om, at han var i live i sovjetiske fangelejre indtil 1970'erne.
- Marc Wallenberg (1924-1971), ældste søn af Marcus Wallenberg, bankmand, industrialist. Han var udset til at skulle være arvtager, men begik selvmord i en alder af 47 år. Børn: Marcus (1956), Axel (1958)
- Peter Wallenberg (senior) (1926-), søn af Marcus Wallenberg (junior), bankmand og industrialist. Han efterfulgte i 1982 sin fader som leder af familiens økonomiske interesser. Han har 3 børn: Jacob, Andrea og Peter.
- Ann Marie Wallenberg (1929-), datter af Marcus Wallenberg (junior), bankkvinde og industrialist, har de fire børn: Celia, Charlotte, Camilla og Robert.
- Peder Wallenberg (senior) (1935-), søn af Jacob Wallenberg (senior), arkitekt, forretningsmand og med-grundlægger af Carpe Vitam educational foundation. Han har otte børn: Fredrik (1967), Marie (1968), Jacob (1981), Nicholas (1983), Anna (1988), Peder (1991), Christopher-Robin (1994) og Alexander (1997).
- Jacob Wallenberg (1956-), søn af Peter Wallenberg, er i øjeblikket formand for Investor AB og tidligere formand for Skandinaviska Enskilda Banken. Han har eksamen fra Wharton School, og deltog i Bilderberg-mødet i 2007.
- Marcus Wallenberg (1956-), søn af Marc Wallenberg, tog i 1980 eksamen fra Edmund A. Walsh School of Foreign Service ved Georgetown University i USA. Han er tidligere administrerende direktør for Investor AB og tidligere formand for Skandinaviska Enskilda Banken, hvor han afløste Jacob Wallenberg. Han var formand for International Chamber of Commerce (ICC) i Sverige indtil slutningen af 2008.
- Peter "Poker" Wallenberg (1959-), søn af Peter Wallenberg (senior).
- Nane Maria Annan, halv-niece til Raoul Wallenberg, er gift med den tidligere generalsekretær for FN, Kofi Annan.
- Mathilde Wallenberg, (1972-) datter til Marc Wallenberg, arbejder som ejendomsmægler og forlovet med Niels Hamann, ejer af flere restauranter i U.S.A.
- Stine Wallenberg, (1991-) p.t. i København, Danmark